# Whole Foods Market
Whole Foods Market är en amerikansk multinationell matvarukedja som säljer livsmedel som benämns Whole Food. Det innebär bl.a. att de livsmedel som säljs ska innehålla naturliga ingredienser i så stor utsträckning som möjligt samt att den inte förädlats mer än nödvändigt. Företaget startades år 1978 av John Mackey och Rene Lawson. Första butiken öppnades i Austin, Texas. Genom diverse sammanslagningar och uppköp har antalet butiker ökat till fler än 100 st år 1999.
Därefter har de växt till 432 butiker år 2017. Utspritt över USA, Kanada och Storbritannien. 
År 2003 blev företaget den första landtäckande livsmedelskedja i USA som erhållit status som försäljare av certified organic-produkter. Företaget är engagerat i miljöfrågor och sociala förhållanden och har fått flera utmärkelser för sitt arbete.
Whole Foods konkurrerar i viss mån med Walmart.
År 2017 blev WFM uppköpt av Amazon för 13,7 miljarder amerikanska dollar.